# Birdingbury
Birdingbury – wieś w Anglii, w hrabstwie Warwickshire, w dystrykcie Rugby. Leży 16 km na wschód od miasta Warwick i 124 km na północny zachód od Londynu. W 2001 miejscowość liczyła 327 mieszkańców.